# Cratioma dilatatum
Cratioma dilatatum är en insektsart som beskrevs av Heinrich Hugo Karny 1923. Cratioma dilatatum ingår i släktet Cratioma och familjen vårtbitare. Inga underarter finns listade i Catalogue of Life.